# Playa San Juan
Playa San Juan is een toeristische plaats in de gemeente Guía de Isora op het Spaanse eiland Tenerife, met 6970 inwoners (2009). De plaats heeft verschillende kleine zwarte stranden, waarvan Playa de San Juán het grootste is. Iets ten noorden van het dorp ligt het strand Playa de Fonsalía.
De kustweg TF-47 verbindt het dorp met Alcalá in noordelijke richting en Adeje in zuidelijke. De TF-463 loopt richting de hoofdplaats van de gemeente Guía de Isora, het binnenland in.

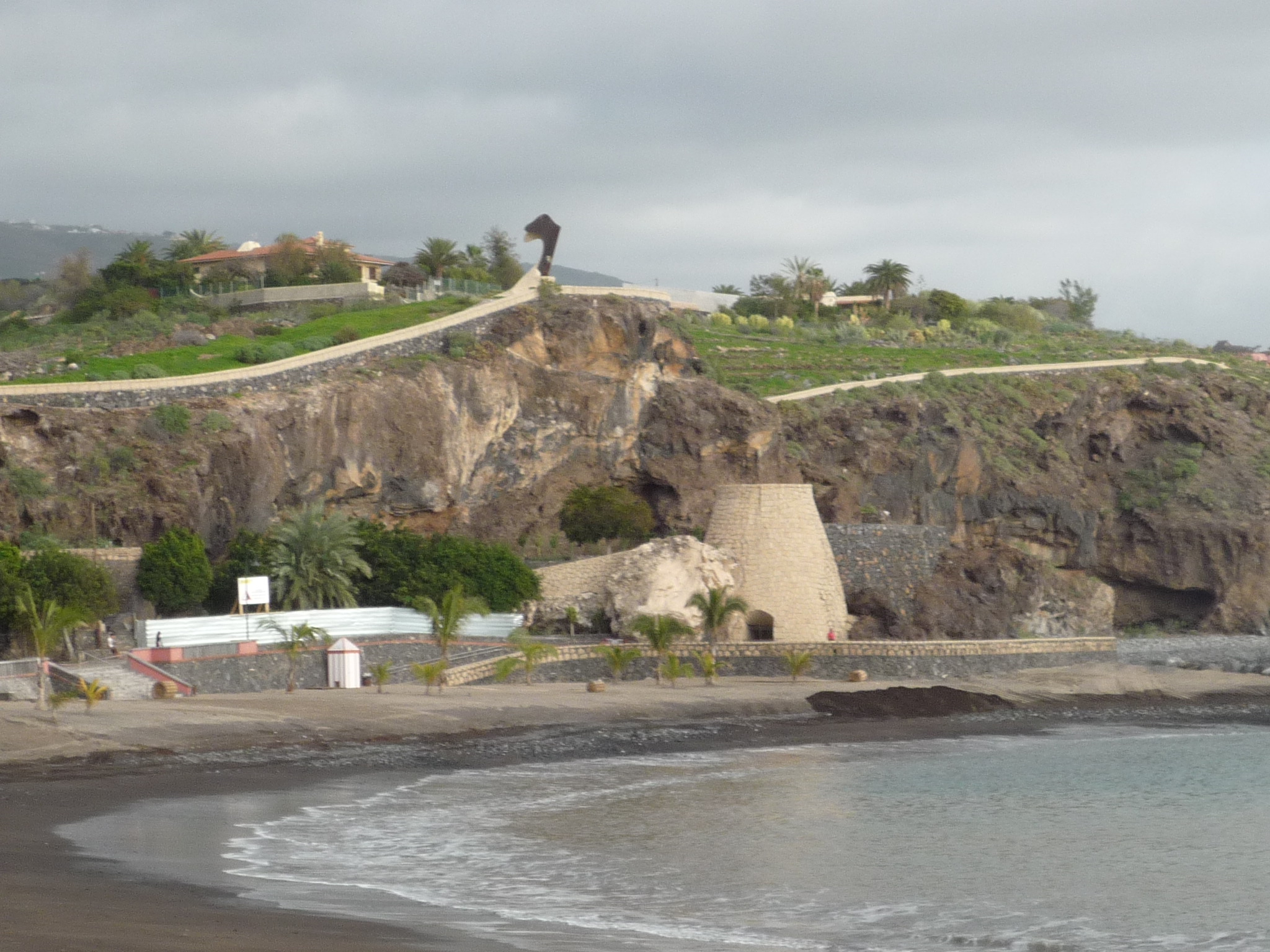
Playa de San Juán en Cueva del Burro

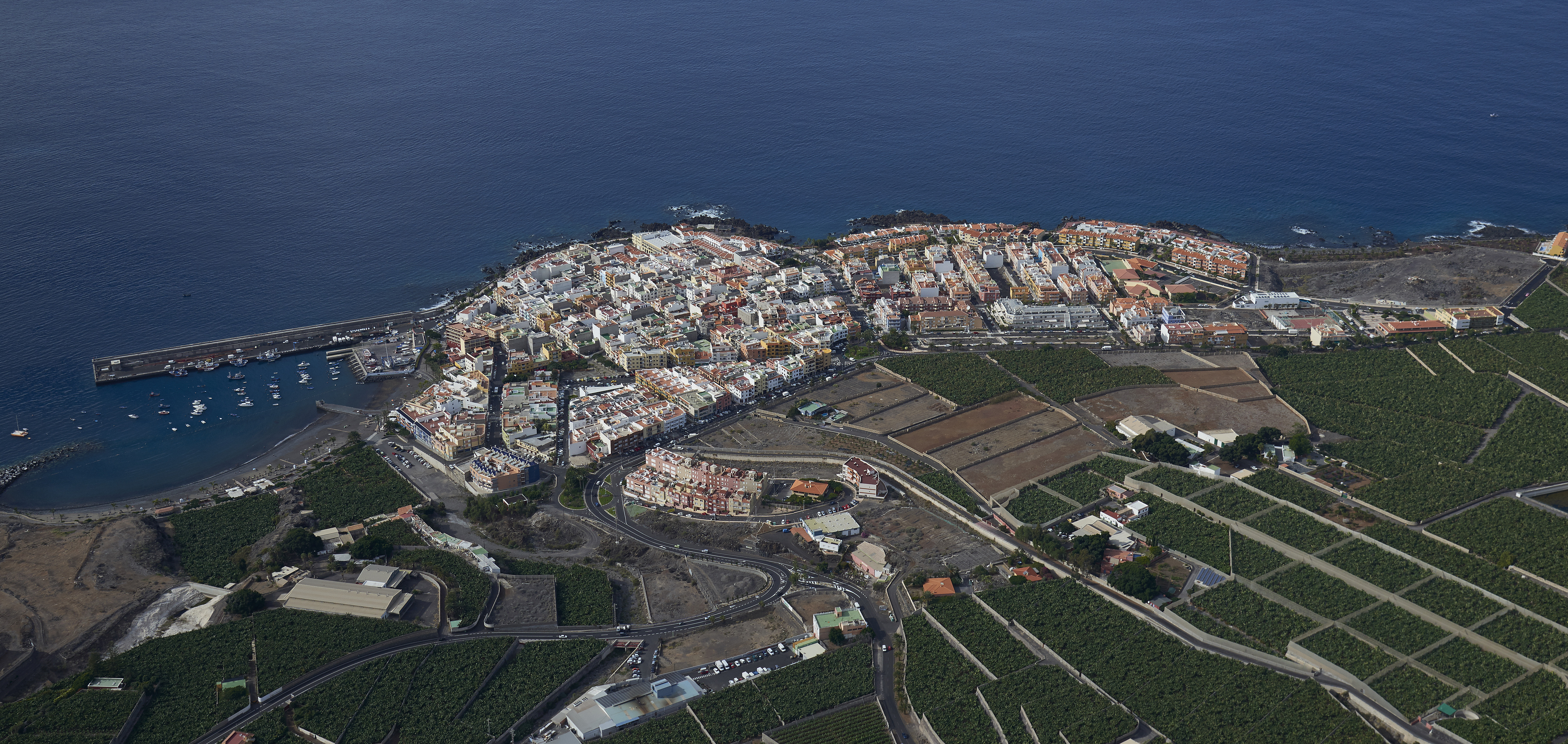
Luchtfoto van Playa San Juan